# Kiss Kiss, Bang Bangalore
Kiss Kiss, Bang Bangalore, llamado Adiós a la India en Hispanoamérica y Kiss Kiss, Bang Bangalore en España, es un episodio perteneciente a la decimoséptima temporada de la serie animada Los Simpson, emitido originalmente el 9 de abril de 2006 y el 5 de noviembre de 2006 en Hispanoamérica. El episodio fue escrito por Deb Lacusta y el actor que interpreta a Homer Simpson, Dan Castellaneta, y dirigido por Mark Kirkland. Richard Dean Anderson fue la estrella invitada, interpretándose a sí mismo. En este episodio, el Sr. Burns decide subcontratar el trabajo de la planta a la India, con Homer como supervisor, mientras que Patty y Selma secuestran a Richard Dean Anderson.

## Sinopsis

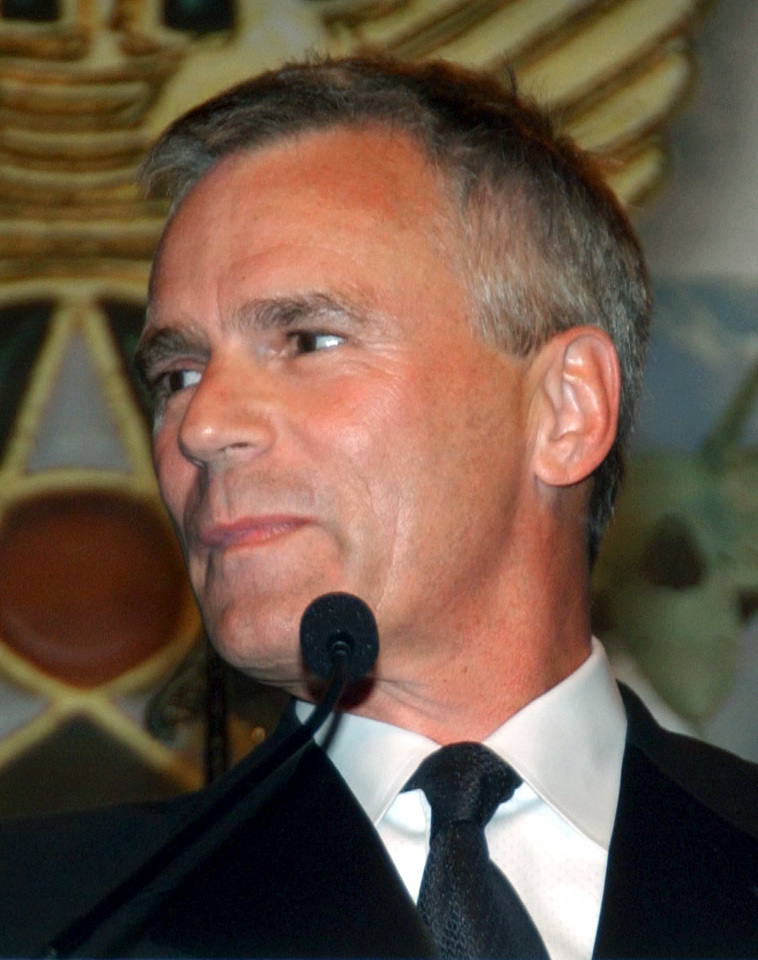
Richard Dean Anderson es secuestrado por Patty y Selma, fanáticas de MacGyver, personaje que Anderson interpreta.

Todo comienza cuando, en la Planta Nuclear, Homer descubre que la Planta iba a ser cerrada y enviada a la India. Luego de que Homer es enviado a entrenar a los nuevos empleados, se vuelve hambriento de poder. Mientras tanto, Selma y Patty conocen a su estrella favorita de Hollywood, Richard Dean Anderson, quien hace el papel de MacGyver, sólo para descubrir que MacGyver no le interesa en absoluto, y que sólo trabajaba por el dinero.
Mientras tanto, Homer se da cuenta con horror de que había ido a la India (lo cual antes había confundido con Indiana, un estado de Estados Unidos). Luego de un breve conflicto con una vaca sagrada, Homer busca a un pariente de Apu llamado Kavi, quien debía estar por algún lado. Luego de preguntar por él a algunas personas (durante tres segundos) finalmente encuentra al hombre correcto, al segundo intento. 
De vuelta en Springfield, Patty y Selma secuestran a Richard Dean Anderson de su convención de la serie Stargate SG-1 y lo atan a una silla. Allí, él trata de escapar... sólo para descubrir que lo habían atado para que recree sus ingeniosos planes como MacGyver. 
En la India, Homer comienza a amar la vida allí. Con la "ayuda" de un libro que Marge le había dado para leer durante el viaje de avión, El Cereal es el Premio, Homer logra poner un régimen de trabajo sobre los nativos. O eso parece; en realidad los hindúes asumen que si aclaman y alientan a Homer, se les permitiría volver al trabajo. Homer, Smithers, y el Sr. Burns tienen una buena impresión sobre esto, y Homer es puesto a cargo total de la Planta mientras Burns se toma el tiempo de ir a navegar por el río Ganges. Homer, dejado a cargo de una Planta mediocre ubicada sobre un río en el medio de la nada, aprende sobre la religión hindú y decide convertirse él mismo en un dios. 
Una semana después, Lenny y Carl van a la Planta hindú, invitados por una tarjeta que decía que Homer estaba a punto de convertirse en un dios. Su número de teléfono, sin embargo, seguiría siendo el mismo. 
Pronto, el Sr. Burns y el resto de la familia Simpson viajan por el río en un bote, y encuentran que Homer estaba dirigiendo la Planta como si fuese en verdad un dios. Horrorizados, Marge y los niños les dicen a los trabajadores de la Planta que Homer no es un dios. Ellos, alegremente, explican que ya lo sabían, y que estaban trabajando para él con las técnicas de trabajo que él había determinado, con pausas para beber café. Luego es revelado que Homer trata a los trabajadores con buenos valores humanos. El Sr. Burns le dice que está "loco", despide a todos y decide volver a poner la Planta en Springfield. Esto alegra a los trabajadores, ya que Homer, en sus contratos, había aclarado que recibirían grandes indemnizaciones en caso de ser despedidos.
Finalmente, los Simpson, Lenny, Carl, Patty, Selma, Richard Dean Anderson, y Smithers bailan una danza de estilo hindú en la Planta, la cual continúa durante los créditos.